# USS Cutlass (SS-478)
USS Cutlass (SS-478) là một  tàu ngầm lớp Tench được Hải quân Hoa Kỳ chế tạo vào giai đoạn cuối Chiến tranh Thế giới thứ hai. Nó là chiếc tàu chiến duy nhất của Hải quân Hoa Kỳ được đặt cái tên này, theo tên chung của nhiều loài trong họ Cá hố. Nhập biên chế năm 1945, nó đã phục vụ trong giai đoạn sau cùng của Thế Chiến II, nhưng chỉ kịp thực hiện được một chuyến tuần tra duy nhất trước khi cuộc xung đột chấm dứt. Con tàu được nâng cấp trong khuôn khổ Dự án GUPPY II, và tiếp tục đã hoạt động trong giai đoạn Chiến tranh Lạnh cho đến năm 1973. Cutlass được chuyển giao cho Đài Loan và tiếp tục phục vụ cùng Hải quân Trung Hoa Dân Quốc như là chiếc ROCS Hai Shih (SS-791) (phiên âm Hán-Việt: Hải Sư). Chiếc tàu ngầm hiện vẫn đang tiếp tục hoạt động tính cho đến tháng 7, 2021.

## Thiết kế và chế tạo

### Thiết kế
Lớp tàu ngầm Tench là sự cải tiến tiếp theo của các lớp tàu ngầm hạm đội   Balao và   Gato, vốn đã chứng minh thành công trong hoạt động chống Nhật Bản tại Mặt trận Thái Bình Dương. Lớp tàu này, tích lũy những kinh nghiệm trong giai đoạn đầu của cuộc xung đột, là lớp tàu ngầm cuối cùng được Hải quân Hoa Kỳ chế tạo trong chiến tranh.
Những chiếc lớp Tench có chiều dài 311 ft 9 in (95,02 m), mạn tàu rộng 27 ft 4 in (8,33 m) và mớn nước tối đa 17 ft (5,2 m), có trọng lượng choán nước 1.570 tấn Anh (1.600 t) khi nổi và 2.414 tấn Anh (2.453 t) khi lặn. Chúng trang bị bốn động cơ diesel Fairbanks-Morse 38D8-⅛ 10-xy lanh chuyển động đối xứng, dẫn động máy phát điện để cung cấp điện năng cho hai động cơ điện, đạt được công suất 5.400 shp (4.000 kW) cho phép di chuyển với tốc độ tối đa 20,25 hải lý trên giờ (37,50 km/h) khi nổi. Khi hoạt động ngầm dưới nước, chúng được cung cấp điện từ hai dàn ắc-quy Sargo 126-cell để vận hành hai động cơ điện General Electric lõi kép tốc độ chậm, có công suất 2.740 shp (2.040 kW) và đạt tốc độ tối đa 8,75 kn (16,21 km/h). Tầm xa hoạt động là 16.000 hải lý (30.000 km) khi đi trên mặt nước ở tốc độ 10 kn (19 km/h) và có thể hoạt động kéo dài đến 75 ngày; tuy nhiên khả năng hoạt động ngầm bị giới hạn bởi dung lượng điện ắc-quy, sẽ cạn trong 48 giờ khi di chuyển với tốc độ 2 kn (3,7 km/h). Chiếc tàu ngầm mang theo tiếp liệu đủ cho mười sĩ quan và 71 thủy thủ trong 75 ngày.
Lớp Tench được trang bị mười ống phóng ngư lôi 21 in (530 mm), gồm sáu ống trước mũi và bốn ống phía đuôi tàu, và mang theo tổng cộng 28 quả ngư lôi. Vũ khí trên boong tàu gồm một hải pháo 5 inch/25 caliber, một khẩu pháo phòng không Bofors 40 mm nòng đơn và một khẩu đội Oerlikon 20 mm nòng đôi, kèm theo hai súng máy .50 caliber.

### Chế tạo
Cutlass được đặt lườn tại Xưởng hải quân Portsmouth ở  Kittery, Maine vào ngày 10 tháng 7, 1944. Nó được hạ thủy vào ngày 5 tháng 11, 1944, được đỡ đầu bởi bà R. E. Kintner, và được cho nhập biên chế cùng Hải quân Hoa Kỳ vào ngày 17 tháng 3, 1945 dưới quyền chỉ huy của Hạm trưởng, Trung tá Hải quân Herbert Lollis Jukes.

## Lịch sử hoạt động

### USSCutlass
Sau khi hoàn tất việc chạy thử máy và huấn luyện tại vùng biển ngoài khơi Newport, Rhode Island và Portsmouth, New Hampshire, Cutlass khởi hành từ Căn cứ Tàu ngầm Hải quân New London tại New London, Connecticut vào ngày 22 tháng 5 để đi sang Key West, Florida. Tại đây chiếc tàu ngầm thực hành huấn luyện từ ngày 29 tháng 5 đến ngày 14 tháng 6, rồi lên đường đi sang khu vực Thái Bình Dương ngang qua vùng kênh đào Panama, đi đến Trân Châu Cảng vào ngày 15 tháng 7.
Cutlass xuất phát vào ngày 17 tháng 7 cho chuyến tuần tra duy nhất trong chiến tranh để hoạt động tại vùng biển quần đảo Kuril, tuy nhiên nó chỉ đi đến khu vực tuần tra được chỉ định một ngày sau khi xung đột chấm dứt do phía Nhật Bản đã chấp nhận đầu hàng. Con tàu tiếp tục tuần tra cho đến ngày 24 tháng 8, khi nó được lệnh quay trở về Trân Châu Cảng, rồi lên đường vào ngày 2 tháng 9 để quay trở lại vùng bờ Đông, đi đến thành phố New York vào ngày 24 tháng 9; tại đây nó đón tiếp công chúng tham quan tàu nhân ngày Hải quân.
Sau các hoạt động dọc theo vùng bờ Đông, Cutlass lên đường vào ngày 8 tháng 1, 1946 để đi sang vùng kênh đào Panama. Ngoại trừ một giai đoạn ba tháng hoạt động tại khu vực vịnh Delaware, chiếc tàu ngầm hoạt động chủ yếu tại vùng biển Caribe, đặt căn cứ tại Cristóbal thuộc vùng kênh đào Panama. Từ ngày 23 tháng 8 đến ngày 2 tháng 10, 1947, nó thực hiện một chuyến đi dọc bờ biển phía Tây lục địa Nam Mỹ, vòng qua mũi Horn để viếng thăm Valparaíso, Chile, rồi băng qua eo biển Magellan để đi dọc bờ biển phía Đông của Nam Mỹ.
Cutlass rời vùng kênh đào vào ngày 6 tháng 1, 1948 để quay trở về Hoa Kỳ. Nó hoạt động ngoài khơi Key West, Florida trước khi đi vào Xưởng hải quân Philadelphia trong tháng 3 để được đại tu, đồng thời được hiện đại hóa trong khuôn khổ Dự án GUPPY II. Khi quay trở lại Key West vào 7 tháng 2, 1949, nó phục vụ như một tàu ngầm thử nghiệm trong Chiến dịch "Rainbow", thử nghiệm ảnh hưởng của màu sắc nhằm nâng cao khả năng sống, một vấn đề nghiêm trọng đối với tàu ngầm thế hệ mới có thể đi ngầm trong thời gian dài. Con tàu tiếp tục hoạt động từ căn cứ Key West cho đến mùa Hè năm 1952, khi nó chuyển cảng nhà đến Norfolk, Virginia.

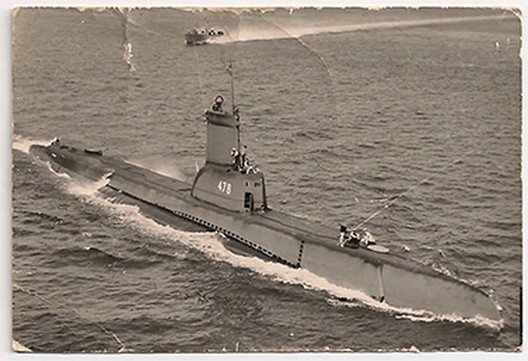
Cutlass đang di chuyển trong Địa Trung Hải ngoài khơi bờ biển Hy Lạp, năm 1954

Vào năm 1953, Cutlass khởi hành cho một chuyến đi sang vùng biển Địa Trung Hải, nơi nó viếng thăm Pháp, Hy Lạp, Thổ Nhĩ Kỳ, Bắc Phi, Gibraltar, Malta và Tây Ban Nha. Sau đó nó đi sang vùng biển Cuba để phục vụ như mục tiêu cho việc huấn luyện chống tàu ngầm của máy bay và tàu khu trục hạm đội. Chiếc tàu ngầm tiếp tục tham gia các cuộc tập trận hạm đội và huấn luyện chống tàu ngầm tại vùng biển Caribe cho đến tháng 9, 1956, khi nó lại lên đường cho một lượt phục vụ khác cùng Đệ Lục hạm đội tại khu vực Địa Trung Hải. Nó tham gia các cuộc tập trận của Khối NATO, đồng thời viếng thăm các cảng Ý, Hy Lạp, Crete, Majorca, Bồ Đào Nha và Anh trước khi quay trở về Norfolk vào tháng 12. Đến năm 1958, nó lại có chuyến đi sang vùng biển Bắc Âu, viếng thăm Rosyth, Scotland; Copenhagen và Korsor, Đan Mạch; đồng thời băng qua kênh đào Kiel.
Trong nữa đầu năm 1959, Cutlass tham gia hoạt động thử nghiệm phát triển chiến thuật chống tàu ngầm trong thành phần Lực lượng Đặc nhiệm Alfa ngoài khơi Virginia Capes. Đến tháng 9, nó lên đường đi sang khu vực Địa Trung Hải, rồi đến tháng 11 đã băng qua kênh đào Suez để tập trận cùng các tàu chiến Hải quân Pakistan ngoài khơi Karachi. Sau khi quay trở về Norfolk vào tháng 12, nó tiếp tục hoạt động cùng Lực lượng Đặc nhiệm Alfa, rồi đi vào Xưởng hải quân Philadelphia trong tháng 2, 1960 cho một đợt đại tu, kéo dài cho đến tháng 8. Cutlass được cho xuất biên chế đồng thời rút tên khỏi danh sách Đăng bạ Hải quân vào ngày 15 tháng 4, 1973.

### ROCSHai Shih

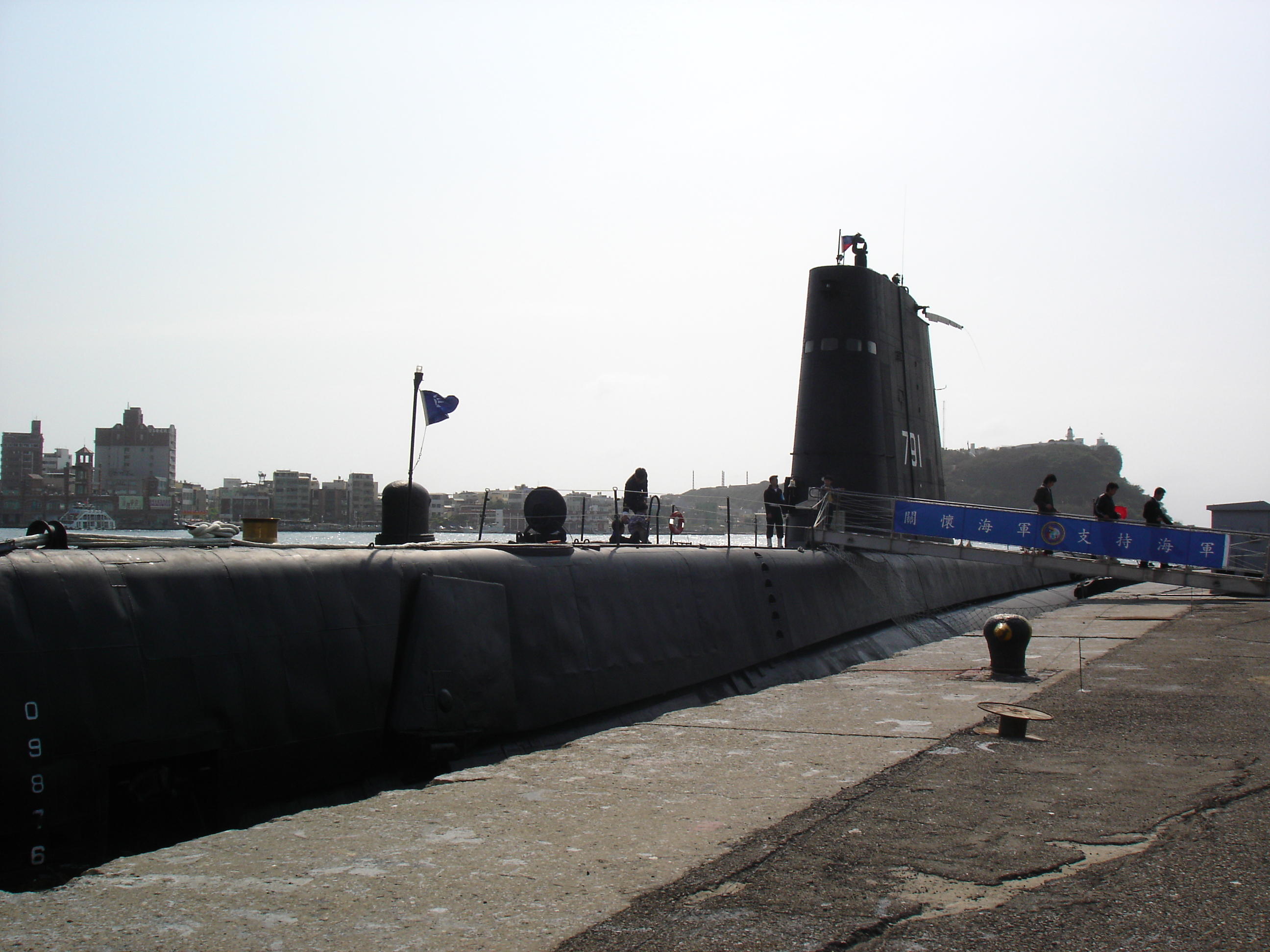
USS Cutlass tại cảng Cao Hùng, Đài Loan vào năm 2007.

Vào ngày 4 tháng 12, 1973, sau khi các ống phóng ngư lôi được hàn kín nhằm giới hạn khả năng của con tàu chỉ trong vai trò huấn luyện, Cutlass được bán cho Đài Loan, và nhập biên chế cùng Hải quân Trung Hoa Dân Quốc như là chiếc ROCS Hai Shih (SS-791) (phiên âm Hán-Việt: Hải Sư). Phía Đài Loan đã tìm cách kích hoạt lại hệ thống phóng ngư lôi. Vào tháng 1, 2017, họ tuyên bố con tàu sẽ được tái trang bị nhằm kéo dài tuổi thọ phục vụ cho đến năm 2026, khiến nó trở thành tàu ngầm có quãng đời phục vụ lâu nhất trong lịch sử, tính đến  ngày 27 tháng 8 năm 2024. Chiếc tàu ngầm vẫn duy trì khả năng tác chiến. Kinh phí tái trang bị tốn 19 triệu đô-la Mỹ được sử dụng để gia cố lườn tàu và tân trang hệ thống động cơ diesel.